# Grete Borgmann

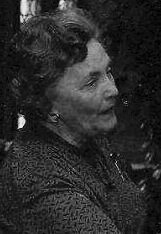
Grete Borgmann (1984)

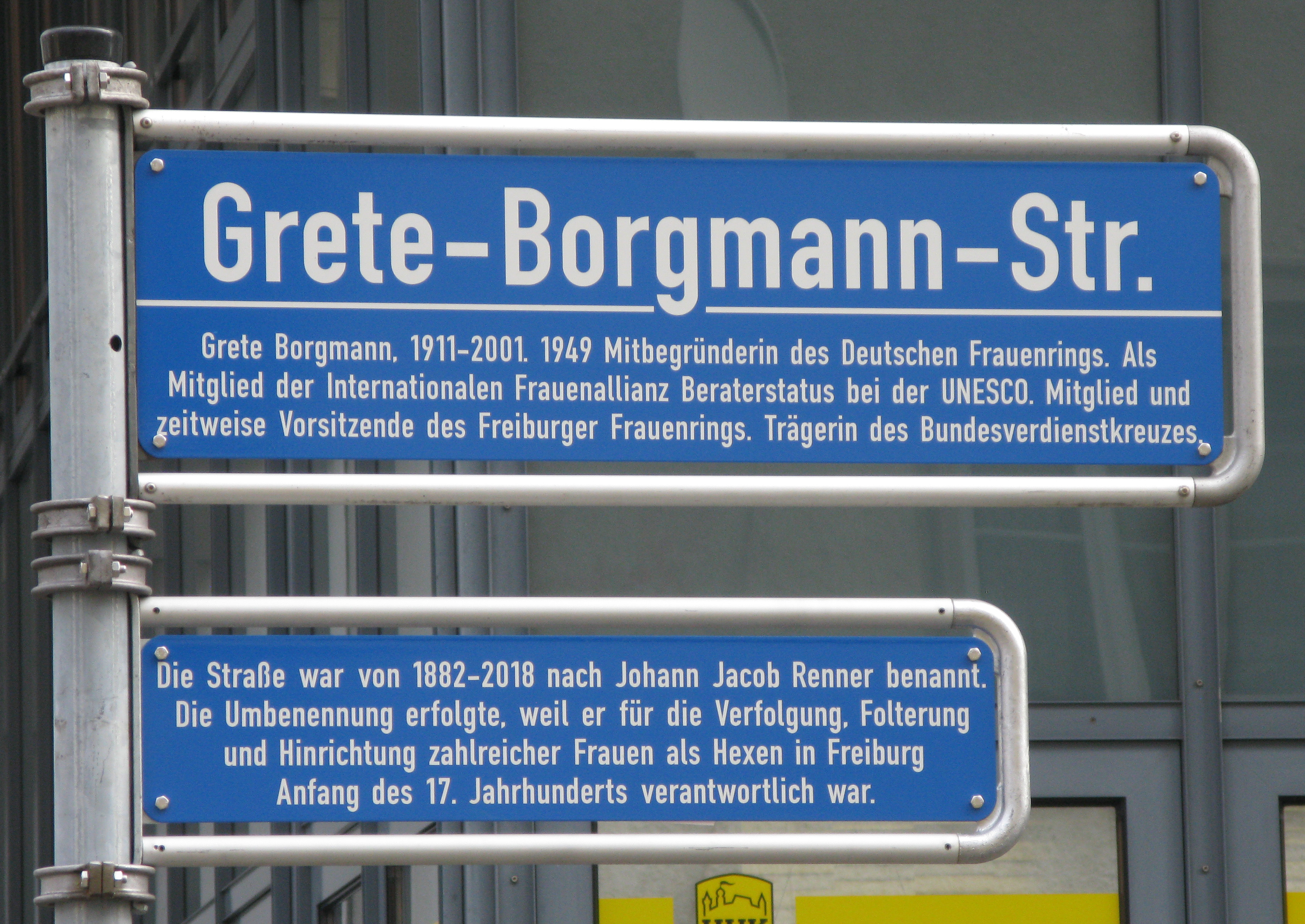
Grete-Borgmann-Straße in Freiburg-Stühlinger

Grete Borgmann, geb. Sieber (* 1. November 1911 in Koblenz; † 19. November 2001 in Freiburg im Breisgau) war eine deutsche Frauenrechtlerin. Sie war von 1976 bis 1979 Vizepräsidentin des Deutschen Frauenrings.

## Leben
Borgmann wurde als achtes Kind des Postmeisters Heinrich Sieber und seiner Frau Eva in Koblenz geboren. Sie besuchte das Realgymnasiale Lyzeum der Ursulinen, wo sie das Abitur ablegte. Sie studierte Philologie mit den Sprachen Deutsch, Englisch und Französisch in Freiburg im Breisgau, ein Semester in Berlin, besuchte ein Jahr die Universität Liverpool und erhielt ein Stipendium an der Sorbonne in Paris. Nach der Heirat mit Karl Borgmann im Jahr 1935 gab sie das Studium der Philologie und die begonnene Doktorarbeit auf. In den folgenden fünf Jahren kamen die Kinder Eva, Albert, Rainer und Margrit zur Welt. Kurz vor der Geburt von Margrit im Februar 1942 war Karl zum Wehrdienst eingezogen worden. Grete und Karl führten bis zu Karls Entlassung aus amerikanischer Kriegsgefangenschaft im August 1945 einen regen Briefwechsel. Diese Korrespondenz umfasst insgesamt ungefähr 1500 Schreibmaschinenseiten.
Borgmann wurde in den Generalrat des Deutschen Akademikerverbandes gewählt und nahm an Kongressen in England, Wien, Bonn und der Schweiz teil. In Freiburg war sie nach dem Krieg Dolmetscherin für den amerikanischen Generalkonsul und organisierte Gesprächsgruppen mit internationalen Teilnehmern. Um ihre Familie selbst finanziell zu unterstützen, gab sie als Dozentin an der Freiburger Volkshochschule Volkstanzkurse, Deutsch für Ausländer und die von ihr so genannten „Anstandskurse“.

## Engagement
Borgmann engagierte sich in der bürgerlichen Frauenbewegung und schloss sich im Jahr 1949 dem Deutschen Frauenring (DFR) an. Dieser entsandte sie zu internationalen Treffen und Kongressen. Für den Freiburger Ortsverband des DFR entwickelte sie viele Projekte und Initiativen, beispielsweise:
- die „Freiburger Erziehungsgruppen“ – Eltern-Lehrer-Gesprächsrunden, Vorläuferinnen der Elternvertretungen
- die „Jungbürgerfeiern“ – Veranstaltungen für Erstwählerinnen und Erstwähler
- das Projekt „Neuer Start ab 35“ – Wiedereingliederungskurse für Frauen nach der Familienphase. Dieses Projekt wurde bald bundesweit und auch von anderen Bildungsträgern durchgeführt, siehe Biografische Weiterbildung.

Im Jahr 1973 veröffentlichte sie ihr Buch „Freiburg und die Frauenbewegung“. Zwei Jahre später wurde sie zur Leiterin der Erziehungskommission der Internationalen Frauenallianz gewählt. Mit einer Gruppe Freiburgerinnen organisierte sie Alphabetisierungsprogramme in Afrika und Asien. Sie vertrat die Frauenallianz bei der UNESCO in Paris. Von 1976 bis 1979 war sie Vizepräsidentin des Deutschen Frauenrings. Im Jahr 1992 nahm sie in Athen zum letzten Mal an einem Kongress der Allianz teil.

## Veröffentlichungen
- So wohnt sich's gut, 1957.
- Freiburg und die Frauenbewegung, Ettenheim/Baden, 1973.

## Ehrungen
- Silberne und Goldene Ehrennadel des Deutschen Frauenrings
- Bundesverdienstkreuz am Bande
- 1995 Verdienstmedaille des Landes Baden-Württemberg (heute Verdienstorden)
- Seit November 2018 ist die ehemalige Rennerstraße im Freiburger Ortsteil Stühlinger nach Grete Borgmann benannt.[3]